# 沙德斯達蘭
沙德斯達蘭·拉馬錢德蘭（Satheishtharan Ramachandran，1997年1月21日—），大馬傳媒慣稱沙德斯達蘭或萨迪斯达兰，馬來西亞男子羽毛球運動員。

## 簡歷
沙德斯達蘭自5歲起在父親的鼓勵下開始打羽毛球并在12歲時首次參加羽毛球比賽。
2016年8月，沙德斯達蘭出戰新加坡羽毛球國際系列賽并在決賽中以2-1的成績（21-19、19-21、21-13）擊敗香港第9號種子李卓耀，奪得個人生涯首項國際賽冠軍。
同年11月，沙德斯達蘭出戰馬來西亞羽毛球國際挑戰賽但在決賽中以1-2的成績（9-21、21-16、21-12）不敵印尼新秀潘基·阿末·馬烏拉納，屈居亞軍。

## 主要比賽成績
只列出曾進入準決賽的國際賽事成績：
| 年份   | 賽事                     | 公開賽級別 | 項目     | 成績 |
| ------ | ------------------------ | ---------- | -------- | ---- |
| 2016年 | 新加坡羽毛球國際系列賽   | 國際系列賽 | 男子單打 | 冠軍 |
| 2016年 | 馬來西亞羽毛球國際挑戰賽 | 國際挑戰賽 | 男子單打 | 亞軍 |
| 2017年 | 世界大學運動會羽毛球比賽 | 其他       | 混合團體 | 銅牌 |
| 2018年 | 世界大学生羽毛球锦标赛   | 其他       | 男子單打 | 季軍 |

| 2007-2017年 | 首要超級賽 | 超級賽 | 黃金大獎賽 | 大獎賽 | 國際挑戰賽 | 國際系列賽 | 未來系列賽 | 其他 |

| 2018-2026年 | 總決賽 | 超級1000賽 | 超級750賽 | 超級500賽 | 超級300賽 | 超級100賽 | 國際挑戰賽 | 國際系列賽 | 未來系列賽 | 其他 |